# Dichotomius imitator
Dichotomius imitator là một loài bọ cánh cứng trong họ Bọ hung (Scarabaeidae).